# Pont de Trajan
 (mars 2017).
Le pont de Trajan ou pont des Portes de Fer est un ancien pont romain, situé sur le cours inférieur du Danube, à l'est des Portes de Fer, près des villes modernes de Drobeta-Turnu Severin en Roumanie et Kladovo en Serbie. 
Le pont a été construit par l'architecte syrien Apollodore de Damas pour le déploiement de troupes romaines dans les guerres daciques en 105. Pendant plus d'un millier d'années, il a été le plus long pont du monde.

## Structure
C'est un pont mixte à arcs segmentaires, dont les piles de maçonnerie supportent des arcs et un tablier en charpente, avec des travées de 57 m, pour une longueur totale de 1 135 m, une hauteur de 45 m et une largeur de 20 m.

## Vestiges du pont
Durant le Moyen Âge, le commerce et les échanges baissent entre les deux rives.  
Vétuste, le pont n'était pas entretenu durant tout le Moyen Âge[réf. nécessaire]. Le pont cesse d'être utilisé vers 1250, à la suite de nombreux effondrements. Vers 1500, avec l'avènement de l'Empire ottoman, les Turcs décident de ne pas restaurer le pont, et détruisent les parties qui ne sont pas effondrées, pour laisser passer de grands navires de guerre.   
Plusieurs piles du pont de Trajan subsistent sur les deux rives. Côté roumain, les vestiges du pont voisinent avec ceux du camp romain, à proximité de l'actuel musée de Drobeta.
Sur la rive serbe, les vestiges des piles se trouvent aujourd'hui intégrés, comme la Table de Trajan et des vestiges de la voie romaine établie par l'empereur Trajan, dans le parc national de Đerdap. 

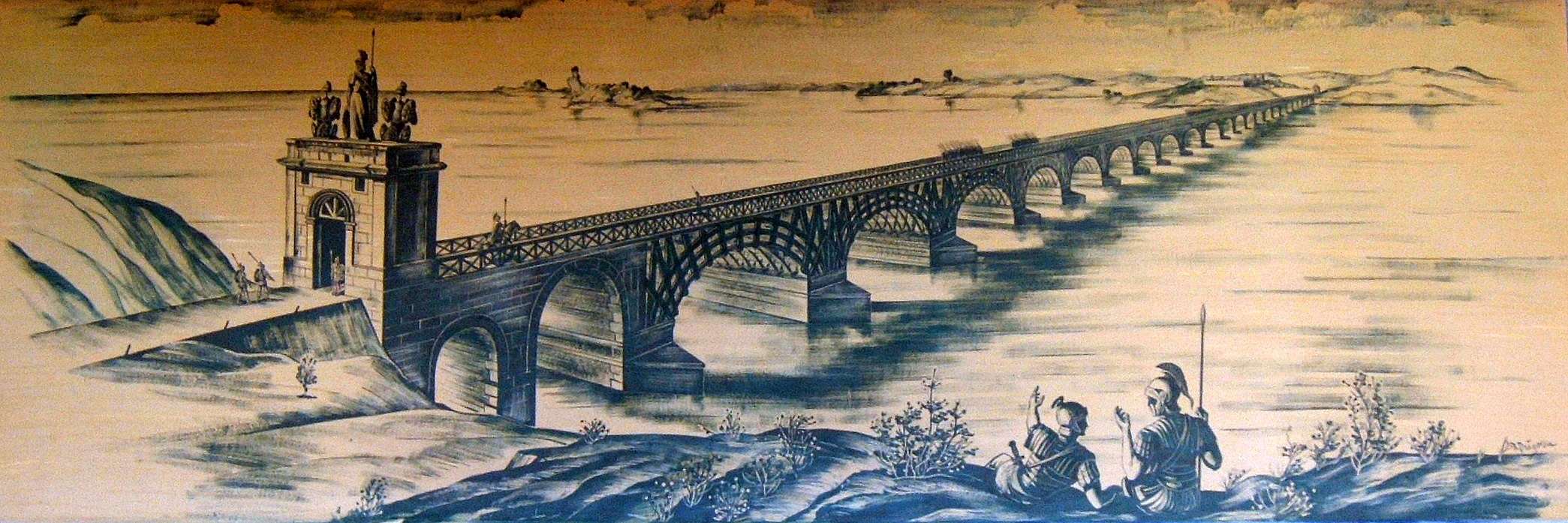
Reconstitution du pont de Trajan

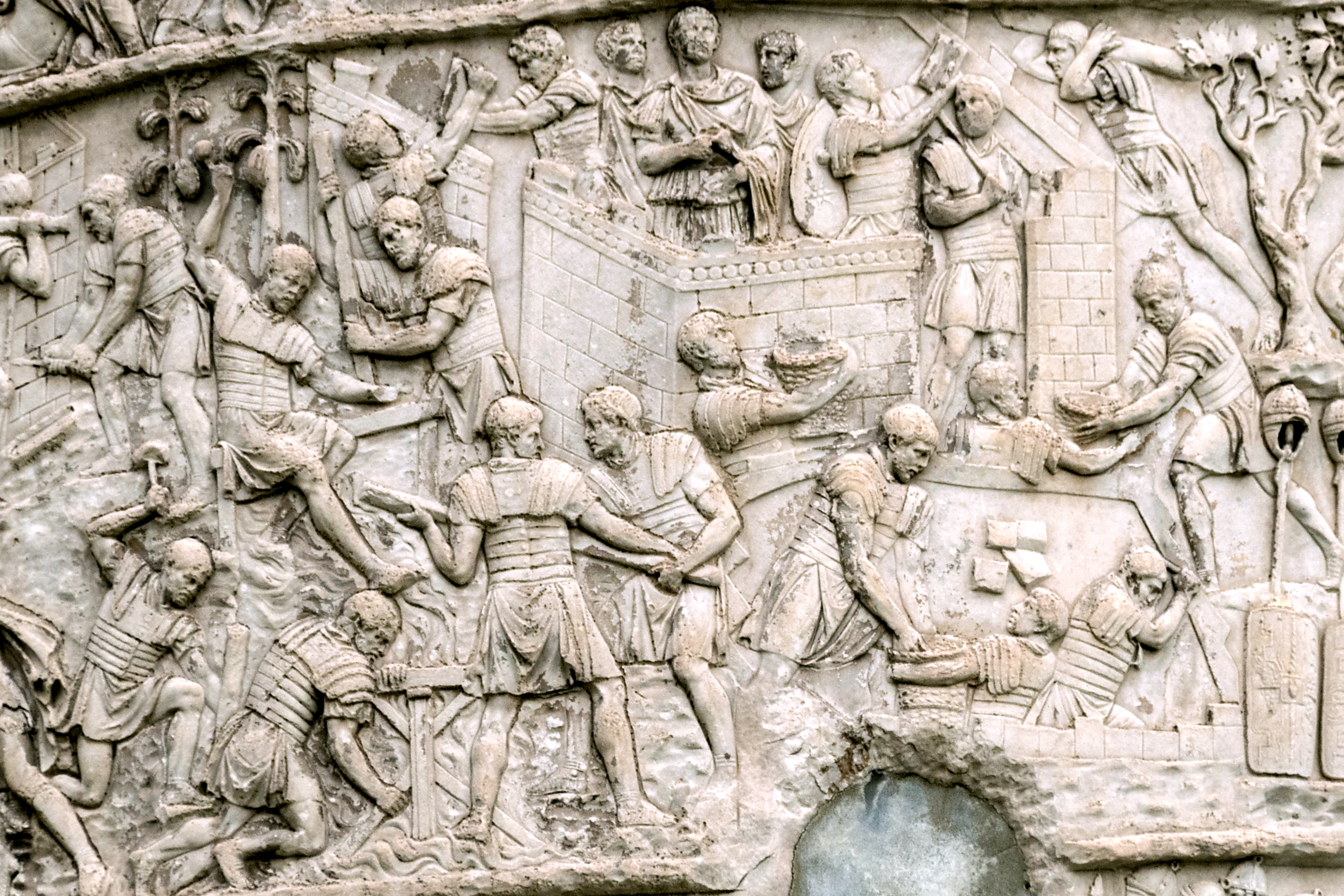
Construction du pont, sur la colonne Trajane.
Tabula Traiana.
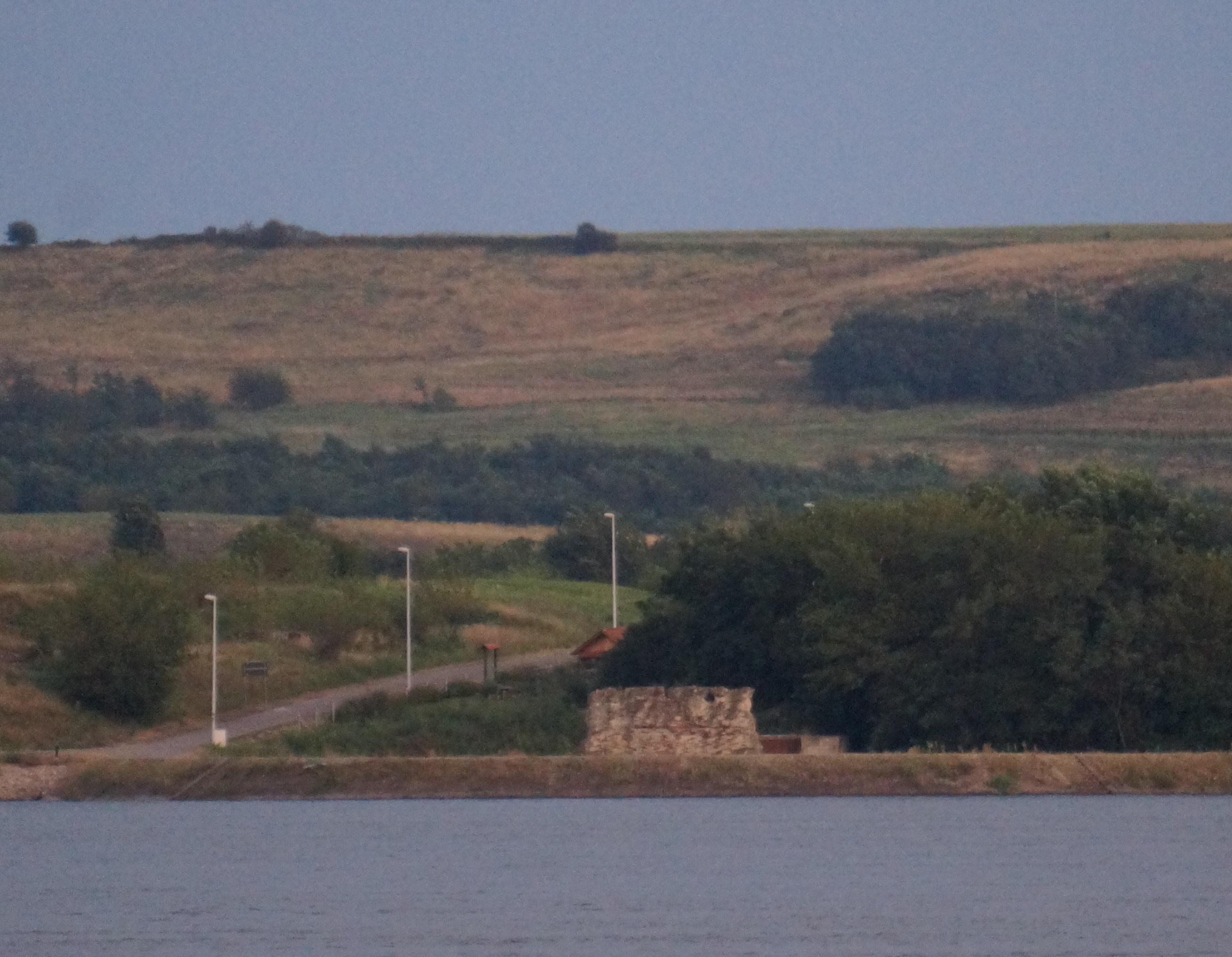
Vestige sur la rive droite.
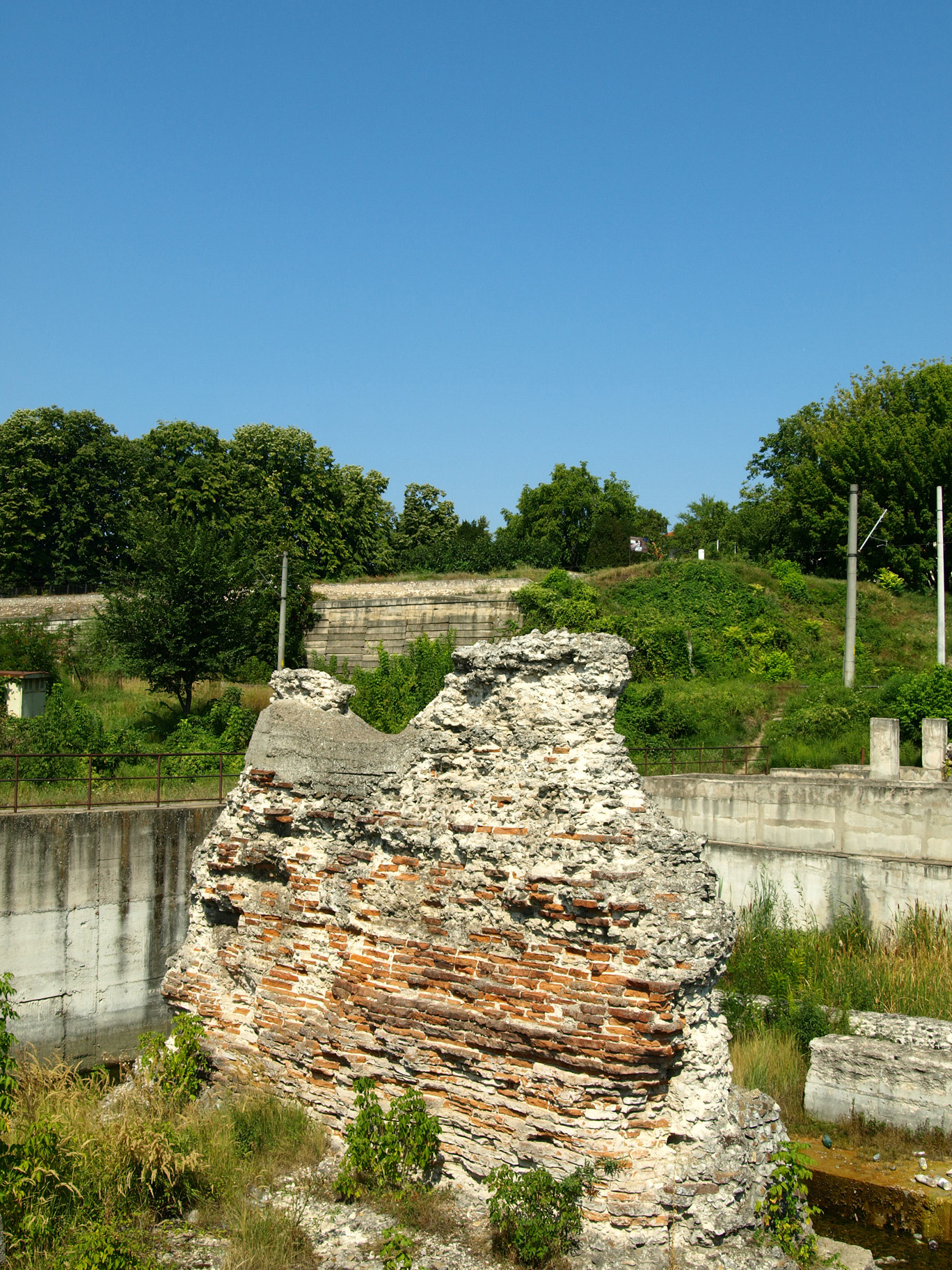
Vestiges du pont, rive gauche, à Drobeta-Turnu Severin.
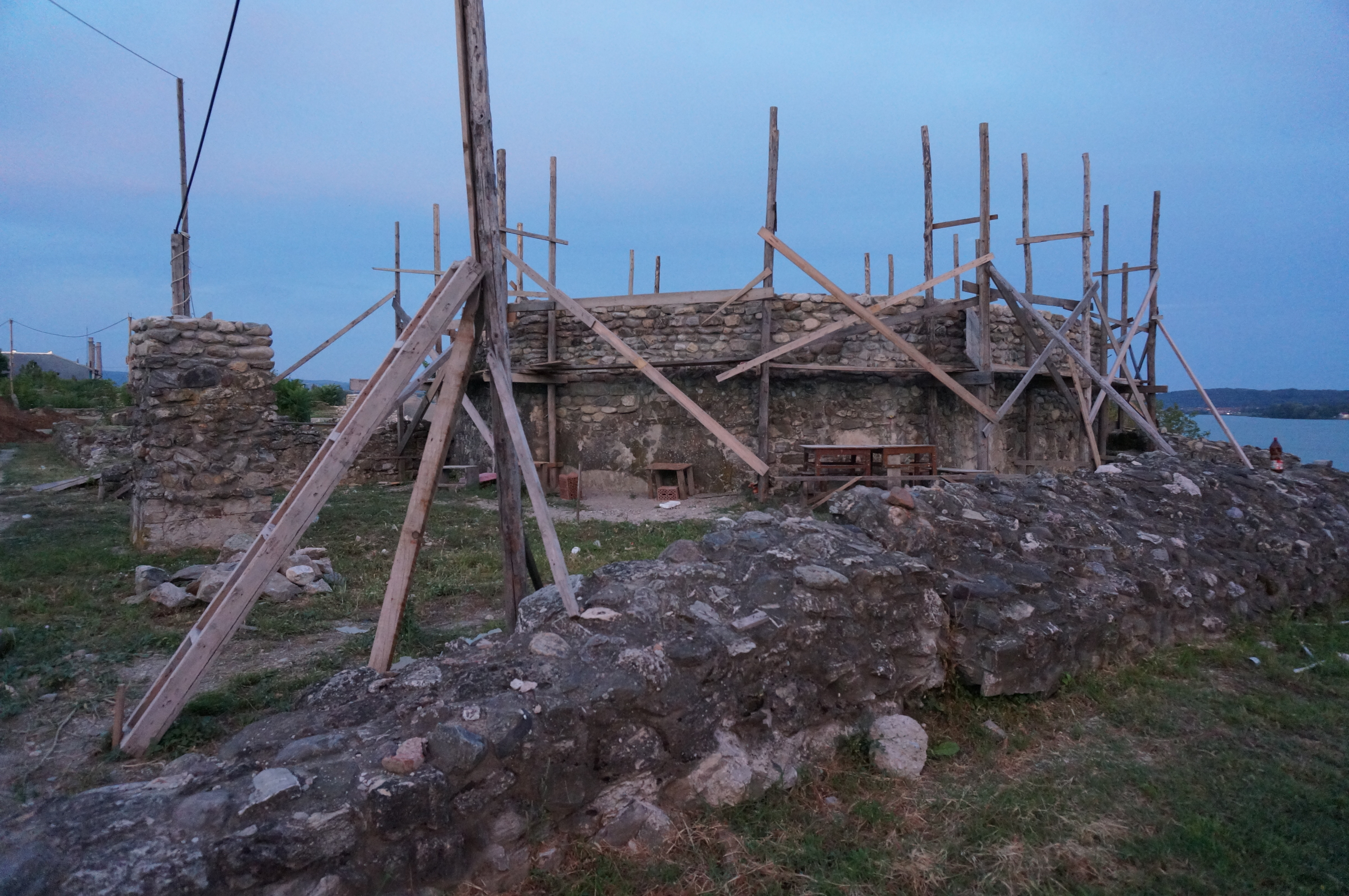
Vestige du fort, côté roumain.